# Hans von Bülow (1830-1894)
Hans Guido Freiherr von Bülow (Dresden, 8 januari 1830 - Caïro, 12 februari 1894) was een Duits dirigent, virtuoos, pianist en componist tijdens de Romantiek. Hij was een van de beroemdste dirigenten van de 19e eeuw; zijn bemoeienis was voor diverse belangrijke componisten uit die tijd een factor van betekenis om succes te krijgen, zoals ook voor Richard Wagner.

## Biografie
Von Bülow werd geboren in Dresden en vanaf zijn negende studeerde hij bij Friedrich Wieck (de vader van Clara Schumann). Zijn ouders stonden er echter op dat hij rechten ging studeren, en stuurden hem daarvoor naar Leipzig.
In Leipzig ontmoette hij Franz Liszt, en nadat hij enkele composities van Richard Wagner – in het bijzonder de première van Lohengrin in 1850 – had gehoord besloot hij de opdracht van zijn ouders te negeren en carrière te gaan maken in de wereld van de muziek. Zijn eerste opdracht als dirigent kreeg hij op voorspraak van Wagner in 1850 in Zürich.
Von Bülow, die bekendstond om zijn gebrek aan tact, vervreemdde zich van veel musici waar hij mee werkte. Om die reden werd hij ook ontslagen in Zürich, maar hij begon tegelijkertijd ook enige bekendheid te krijgen als dirigent die zonder partituur nieuwe en complexe werken op het podium bracht. In 1851 ging hij bij Liszt studeren, en in 1857 trouwde hij met diens dochter Cosima. Ze kregen twee dochters: Daniela, geboren in 1860 en Blandine, geboren in 1863.
Gedurende de jaren vijftig en zestig van de 19e eeuw was hij vooral actief als pianist, dirigent en schrijver en werd bekend in een gebied dat zich vanuit Duitsland tot aan Rusland uitstrekte.
In 1864 werd hij Hofkapellmeister in München, de positie waardoor hij het bekendst werd. Hij dirigeerde de premières van twee van Wagners opera’s, Tristan en Isolde en Die Meistersinger von Nürnberg, respectievelijk in 1865 en 1868; beide uitvoeringen waren een groot succes. Zijn vrouw had daarentegen een buitenechtelijke affaire met Richard Wagner en nam twee van hun vier dochters, Isolde en Eva – van wie Richard Wagner de vader was – mee; von Bülow scheidde dan ook in 1870 van haar. Desondanks bleef hij een trouwe aanhanger van Wagner, tegen wie hij nooit enige rancune scheen te koesteren. Bij zijn dood voerde hij een week lang alleen diens werken uit.
Behalve dat hij een meester in het uitvoeren van de werken van Wagner was, was hij ook een groot aanhanger van de muziek van zowel Brahms als Tsjaikovski. Hij voerde de wereldpremière van Tsjaikovski’s eerste pianoconcert uit, in 1875 in Boston, een opvoering die werd verstoord door veel gejoel, onderbrekingen en beledigingen.
Van 1878 tot 1880 was hij Hofkapellmeister in Hannover, maar hier was hij gedwongen te vertrekken nadat hij had gevochten met een tenor die de rol van de "zwaanridder" had in Lohengrin (von Bülow had hem de "zwijnridder" genoemd). In 1880 verhuisde hij naar Meiningen waar hij dezelfde post bekleedde, en waar hij een orkest om zich heen bouwde dat een van de beste was in Duitsland; een van zijn eisen was dat alle musici de uit te voeren werken uit het hoofd leerden.
Tijdens de vijf jaar die hij in Meiningen doorbracht, leerde hij Richard Strauss kennen (hoewel hun eerste ontmoeting in Berlijn plaatsvond). Zijn eerste indruk van deze nog jonge componist was niet bijzonder goed, maar hij veranderde van mening toen hij een exemplaar van de partituur van diens "Serenade" onder ogen kreeg. Later maakte hij van zijn invloed gebruik om Strauss zijn eerste vaste aanstelling als dirigent te bezorgen.
Een van zijn vindingen was de contrabas met vijf snaren. Ook het invoeren van pauken die voorzien waren van pedalen is hem toe te schrijven; die pauken werden vanaf dat moment standaardinstrumenten in het symfonieorkest. Door zijn bijzonder accurate, gevoelige en diepzinnige muzikale interpretaties, vestigde hij zijn naam als een virtuoos dirigent die pas op latere leeftijd tot volle wasdom kwam. Hij was ook een intelligent en geestig muzikaal journalist.
Eind jaren tachtig vestigde hij zich in Hamburg, maar hij bleef wel op tournee gaan, als dirigent en als pianist. Nadat rond 1890 zijn gezondheid minder begon te worden, zocht hij een warmer en droger klimaat op en in 1894 stierf hij in een hotel in Caïro, Egypte.

## Citaten
- "Een tenor is geen mens maar een ziekte".[2]
- Tegen een trombonist: "Uw geluid klinkt als de jus van roast-beef die door de goot spoelt ".[2]
- Toen hij een lauwerkrans kreeg uitgereikt: "Ik ben geen vegetariër".[2]
- "Je moet altijd dirigeren met de partituur in uw hoofd, en niet met uw hoofd in de partituur".[3]
- "Bach is het Oude Testament van de muziek en Beethoven het Nieuwe ".[3]
- "In den beginne was er ritme".[3]

## Opmerkelijke premières

### Als dirigent
- Wagner, Tristan en Isolde, München, 10 juni 1865
- Wagner, Die Meistersinger von Nürnberg, Hofoper, München, 21 juni 1868

### Als pianist
- Liszt, Pianosonate in b-mineur, Berlijn, 27 januari 1857
- Tsjaikovski, Eerste Pianoconcert, Boston, 25 oktober 1875